# SportsCenter
SportsCenter est une émission d'information sportive diffusée quotidiennement sur la chaîne télévisée américaine ESPN. Elle en constitue l'émission-phare depuis la création de la chaîne, soit le 7 septembre 1979. À l'origine diffusée une fois par jour, SportsCenter est aujourd'hui diffusée jusqu'à douze fois par jour, et informe des résultats sportifs, de l'actualité des grands évènements sportifs. L'émission comporte plus de 30 000 éditions, et a fêté sa 35 000e diffusion en 2009.
L'émission est enregistrée dans les studios d'ESPN à Bristol, dans le Connecticut, et à Los Angeles, en Californie.